# Aydın Büyükşehir Belediyespor
Aydın Büyükşehir Belediyespor is een volleybalclub uit Aydin, Turkije.

## Prestaties

### Internationaal
- CEV Challenge Cup:  2019;